# El Llatzeret
El Llatzeret és una casa de la Jonquera (Alt Empordà) inclosa a l'Inventari del Patrimoni Arquitectònic de Catalunya.
Edifici proper al centre del poble, que en un principi era aïllat però al qual se li han afegit altres construccions. D'aquest edifici es manté dempeus ben poca cosa, tan sols un mur de planta circular amb paredat de pedres irregulars amb espitllleres a la part superior. A continuació d'aquest el segueix un altre mur de planta recta, amb obertures a la part inferior i espitlleres a la superior.